# Parc national de South Bruny
Le parc national de South Bruny est un parc national australien, en Tasmanie, à 50 km au sud de Hobart.
Parc se trouve situé sur l'île Bruny et abrite le phare du cap Bruny et le point culminant de l'île, le mont Bruny (504 m).

## Flore
Une grande partie du parc est composée de végétation sclérophylle sèche telles que les bois d'eucalyptus et les landes. On y trouve aussi de petites parcelles de forêts d'eucalyptus de forêt tropicale humide et tempérée.

## Faune
Les mammifères communs dans le parc sont le Wallaby à cou rouge, le Phalanger renard et le Pademelon à ventre rouge. Le Chat marsupial moucheté, le Diable de Tasmanie et le wombat commun  en sont absents. Les douze espèces d'oiseaux endémiques de Tasmanie y sont présentes, notamment la Pardalote de Tasmanie dont l'île est le principal bastion. Le Manchot pygmée et le Pluvier à camail nichent sur la côte. Les reptiles connus comprennent notamment le Serpent-tigre, l'Austrelaps superbus et le Serpent à lèvres blanches